# Paolo Ranzani
Paolo Ranzani (Torino, 29 settembre 1966) è un fotografo italiano.

## Biografia
Fotografo ritrattista. Specializzato nella fotografia di “people” spaziando dal ritratto per celebrity, beauty, adv e mantenendo sempre uno sguardo al reportage sociale.
Ha coordinato il dipartimento di fotografia dell'Istituto Europeo di Design ed ha prestato docenza sull'Educazione al linguaggio fotografico presso la RM Moda e design di Milano.
Il suo portfolio comprende lavori autoriali e commerciali per FIAT, Iveco, Lavazza, Chicco, Oréal e la pubblicazione di cinque libri fotografici: “Ecce Femina” (2000 ed. C&T)), “99 per Amnesty” (2003 ed. Gribaudo), 
“La Soglia. Vita, carcere e teatro” (premio reportage Orvieto Prof. Photography Awards 2005 ed. Gribaudo), “Go 4 it/Universiadi 2007 ed. Futura”, Novecento volte Eugenio Allegri (2023 ed. Crowdbooks) con testo di Alessandro Baricco. 
Ha curato l'immagine per vari personaggi dello spettacolo, Arturo Brachetti, Luciana Littizzetto, Fernanda Lessa, Antonella Elia, Neja, Eiffel65, Marco Berry, Levante …
Negli ultimi anni ha spostato la sua creatività anche alle riprese video, sia come regista che come direttore della fotografia, uno dei suoi lavori più premiati è il videoclip “Alfonso” della cantautrice Levante (oltre 10 milioni di visualizzazioni).
Paolo Ranzani è referente artistico 4k in merito al progetto “TORINO MOSAICO” del collettivo “DeadPhotoWorking”, progetto scelto per inaugurare “Luci d'Artista” a Torino.
Nel 2019 il lavoro fotografico sul teatro in carcere è stato ospite di Matera Capitale della Cultura.
Premio 2005 per il ciack award fotografo di scena
Premio 2007 fotografia creativa TAU VISUAL
Premio 2009 come miglior fotografo creativo editoriale 
Ideatore e organizzatore del concorso fotografico internazionale OPEN PICS per il Salone del Libro di Torino – 2004
Scrive di fotografia per vari magazine in collaborazione fissa per PhocusMagazine “Ap/Punti di vista” e “Storie di Fotografia”.
Tra i suoi libri fotografici:
- “Ecce Femina” CeT Editore (1996) Testo di Bruno Gambarotta
- “99 per Amnesty” Gribaudo Editore (2000) Testo di Maurizio Costanzo
- “La Soglia. Vita, carcere e teatro” Gribaudo Editore (2002) - premio reportage Orvieto Prof. Photography Awards 2005 - Testo di Luigi Lo Cascio
- "GO4it, winter universiade" Ed. Futura (2007)
- "Novecento volte Eugenio Allegri" Ed. Crowdbook (2023) - Testi di Alessandro Baricco e Gabriele Vacis